# 青木胡杜音
青木 胡杜音（あおき ことね、2000年2月28日 - ）は、日本のグラビアアイドル、女優、モデル。神奈川県出身。2020年度第52回ミス日本。

## 人物・略歴
2020年度ミス日本コンテスト・第52期生ミス着物に選ばれる。ミス日本卒業後も、「第25回新橋こいち祭り・浴衣美人コンテスト」「日本和装・2代目きもののうた」のそれぞれ審査委員特別賞を受賞した。
2021年2月発売の雑誌『FLASH』のグラビア頁でグラビアアイドルとしてデビュー。
ミス日本第52期生のファイナリストに選ばれた際、スポーツニッポンのインタビューで「声だけで演技する職業に憧れました」と、声優を目指し専門学校に通学したことをコメントしたこともあった。

## 出演

### テレビドラマ
- トリリオンゲーム 第2話・第3話（2023年7月21日・28日、TBS） - ラウンジ嬢 役